# Batalha de Misurata
A Batalha de Misurata (em árabe: معركة مصراتة), também conhecida como Cerco de Misurata, foi uma batalha da Guerra Civil Líbia de 2011 pelo controle de Misurata. Foi travada entre tropas leais ao governo de Muammar Gaddafi e os rebeldes anti-Gaddafi que mantinham Misurata, a terceira maior cidade da Líbia. Após as etapas iniciais da revolta, o governo líbio retomou a maioria das cidades no oeste do país, deixando Misurata como a única grande cidade sob controle rebelde na Tripolitânia. A cidade logo se tornou o local de uma das principais batalhas da guerra. O sofrimento dos cidadãos de Misurata ganhou atenção mundial. A intensidade dos combates e sua importância, tanto estratégica quanto simbólica, daria a batalha a alcunha de "Stalingrado da Líbia". Durante o cerco, ocorreram combates muito pesados, a cidade foi atacada e bombardeada diariamente, e por vezes foi cerrada do seu porto marítimo, não deixando nenhuma via de fuga para os habitantes de Misurata. Após a intervenção militar estrangeira na guerra civil, a OTAN declarou que o rompimento do cerco da cidade era sua principal prioridade. É considerada como uma das batalhas mais longas e sangrentas de toda a guerra. No final de abril e início de maio, os contra-ataques rebeldes retomariam a cidade com sucesso, culminando com a queda do aeroporto e a base aérea nas proximidades em 11 de maio.